# Nina Windmüller
Nina Windmüller, née le 8 novembre 1987 à Bensberg, est une footballeuse allemande évoluant au poste de Milieu de terrain.

## Biographie
En 2011 elle signe un contrat avec Duisbourg d'une durée de 2 ans.